# Алпинум
Алпинум (итал. alpini — „алпски”) представља врт засађен алпским (планинским) врстама биљака. Може бити и вештачки камењар у врту засађен планинским врстама биљака. Уобичајени назив, који се код нас може срести за овакве вртове је и алпинетум, а могу се срести и појмови камењар или камени врт.

## Историја
Први специјализовани алпинум (алпску ботаничку башту) на свету подигао је аустријски ботаничар Антон Кернер (Anton Kerner von Marilaun) 1875. године на планини Бласер у Тиролу. Алпинум се налазио на надморској висини од 2.190 м и постао је модел за израду других алпинума широм света. Овај алпинум затворен је 1898. године.

## Намене алпинума
Алпинум се често формира у оквиру постојеће ботаничке баште или се заснова самостално, као посебна збирка планинских биљака. Овакав алпинум служи за проучавање планинске вегетације у природним условима. Једна таква збирка, Алпски ботанички врт Јулијана, формирана је 1951. године у насељу Трента, у Словенији (Горишка регија, општина Бовец).
Исто тако алпинум се може формирати и као декоративни елемент у оквиру јавних или индивидуалних зелених површина, као цветњак слободне форме у комбинацији са каменом.

### Израда вештачких алпинума
За израду алпинума користе се камене и стенске групе између којих се сади алпска и друга вегетација, уз коришћење рељефа. Уколико терен на коме се алпинум формира није каменит, израђује се вештачки камењар. За формирање таквих вртних композиција користе се тврде врсте камена природних облика, најчешће гранит, пешчар и кречњак, а често се користи и туф. Камен се на површини поставља и распоређује онако како се налази у природи. Величина и количина камена зависе од површине саме композиције. Најприкладније су велике и храпаве камене громаде. Увек је боље користити мањи број великих комада, неко много ситног камења. Што је камење веће алпинум ће изгледати природније. Каменови морају бити стабилни и добро укопани у тло. Леп пример вештачки формираног алпинума је онај у арборетуму Шумарског факултета у Београду.
Алпинуми се увек постављају на положаје изложене сунцу, јер и у природи ова вегетација расте на осунчаним, каменитим теренима. Овакви терени подразумевају најчешће добро оцедито земљиште, као и вегетацију прилагођену таквим стаништима. Зато се такви услови, добром дренажом, морају обезбедити и у алпинуму. Са околним простором алпинум се повезује вегетацијом, воденим површинама или архитектонским елементима. Око алпинума би требало да постоји празан простор пречника бар 10 м, без високог дрвећа које би из земљишта црпло храну и правило хладовину.

## Вегетација у алпинуму
У алпинуму се саде углавном вишегодишње биљне врсте — јастучасте перене и појединачне високе трајнице и украсне траве. Међутим, надземни делови трајница током зиме углавном измрзну, па алпинуми до пролећа не делују атрактивно. Зато се у декоративним алпинумима користе и полужбунови и ниска жбунаста вегетација, као и патуљасте врста лишћарског и четинарског дрвећа.
Посебно интересантан може бити алпинум формиран са зачинским и лековитим биљем. Оно се посебно добро уклапа у овакве компзиције, а при томе може имати и економски значај.

### Најчешће биљне врсте у алпинумима
- Јастучасте перене: Alyssum saxatile, Aubrieta deltoidea, Cerastium biebersteinni, Iberis sp., Sagina subulata, Saxifraga sp. Sedum sp., Phlox subulata...
- Остале перене: Ajuga reptans, Armeria maritima, Campanula carpatica, Cineraria maritima, Iris pumila, Phlox paniculata, Stachys lanata, Veronica incana...
- Луковице: лала, пресличица, саса, шафран...
- Украсне траве: Festuca sp., Imperata cylindrica, Pennisetum compresum...[9]
- Патуљасти лишћари: јапански јавор, патуљаста бреза...
- Зимзелено лишћарско шибље: Cotoneaster horizontalis, Lonicera nitida, Lonicera pileata...
- Патуљасте и жбунасте форме четинара: бора кривуља, Бодљиве смрче, европске смрче, тисе разних врста клека и туја...[6][2][10]
- Зачинске врсте: борач, босиљак, влашац, естрагон, жалфија, лаванда, мајоран, нана, пелин, першун, тимијан...[7]